# خطای دیوار کافه
خطای دیوار کافه (انگلیسی: Café wall illusion) نوعی
خطای دید است. در این نوع خطای دید، خطوط افقی موازی که قابل تشبیه به ردیفهای آجرهای تیره و روشنی هستند که به روش نیما نیم چیده شده‌اند، به صورت غیر موازی جلوه می‌کنند.

نمونه ای از این نوع خطای دید برای اولین بار توسط
هوگو مونستربرگ در سال ۱۸۹۴م، توصیف شد و به همین علت خطای دیوار کافه، گاهی خطای دید مونستربرگ نیز نامیده می‌شود.

 انواع مختلفی از این خطای دید، بارها کشف مجدد شده‌اند و از همین رو به نامهای مختلفی شناخته می‌شوند. انتساب این نوع خطای دید به دیوار کافه به روایت ریچارد گریگوری برمی گردد که در سال ۱۹۷۳م، یکی از همکارانش متوجه وجود این خطای دید در کاشی کاری قهوه خانهٔ نزدیک محل کارشان شده بود.

در این نوع خطای دید همان‌طور که در تصویرهای مربوط دیده می‌شود، میزان تفاوت روشنی و تیرگی خانه‌های لابه لای ردیفها نیز اهمیت دارد و اگر میزان این تفاوت کم باشد، خطایی ایجاد نمی‌شود. بنابراین خطای دیوار کافه را نمی توان کاملا یک  خطای هندسی دید  دانست.